# Pé de Serra
Pé de Serra este un oraș în statul Bahia (BA) din Brazilia.